# 毛里齐奥·卡尔尼诺
毛里齐奥·卡尔尼诺（義大利語：Maurizio Carnino，1975年3月7日—），意大利男子短道速滑和速度滑冰运动员。他曾代表意大利参加1994年、1998年和2002年冬季奥林匹克运动会短道速滑比赛，获得一枚金牌和一枚银牌。